# J.B. Vesters

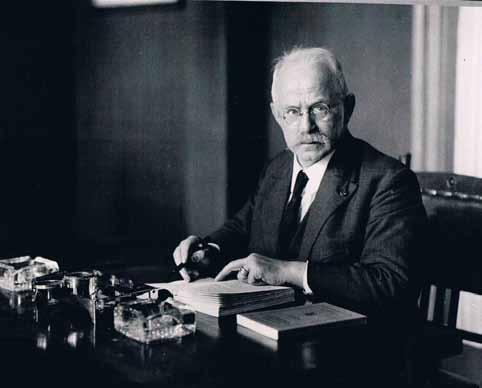
Jan Vesters

Joannes Baptista Vesters (Geertruidenberg, 30 juli 1869 – Utrecht, 24 september 1952) was een Nederlands schrijver en journalist. Hij werd indertijd ook wel Vesters Jr. genoemd om hem te onderscheiden van J.A. Vesters, zijn vader. Vesters werd in 1920 de eerste hoofdredacteur van De Volkskrant.